# Mont Méron
Pour les articles homonymes, voir Meron (homonymie).
Le mont Méron (en hébreu : הר מירון, Har Meron ; en arabe : جبل الجرمق, Djabal al-Djarmaq) est avec 1 208 m d'altitude le point culminant d'Israël hors le Golan ; il est situé en Galilée. Il abrite l'une des plus grandes et la plus élevée des réserves naturelles du pays, traversée par le Sentier national israélien.
Il s'agit du point culminant selon les frontières israéliennes internationalement reconnues. En effet, selon le droit israélien, le point culminant se trouve dans le Golan, à plus de 2 000 m sur la frontière libanaise sur les pentes sud-ouest du mont Hermon, conquis après les guerres de 1967 et de 1982.
Sur le versant oriental de cette montagne, le mochav de Méron abrite le tombeau du rabbin Shimon bar Yohaï, l'auteur supposé du Zohar. C'est l'objet d'un important pèlerinage lors de la fête de Lag Baʿomer. Il s'agit du deuxième lieu saint du judaïsme quant à la fréquentation, juste après le mur des Lamentations. Il est particulièrement fréquenté lors de la fête de Lag Baʿomer. Le 30 avril 2021 s'y produit lors de cette fête une bousculade dramatique qui fait 45 morts et 150 blessés.

## Climat
Le mont Méron a un climat méditerranéen, avec des étés secs et chauds, et des hivers froids. Chaque hiver, il y neige brièvement quelques jours. En moyenne, la température dépasse 32 °C 22 jours par an, alors qu'il gèle 28 jours. Il s'agit d'un des endroits d'Israël connaissant les plus importantes précipitations.

## Végétation
La montagne est recouverte de forêts denses et verdoyantes. La forêt de Biriya est composée de grands arbres : des pins, des cèdres du Liban et des cyprès, lesquels ont été utilisés pour construire de solides bateaux et de grands mâts depuis l'épopée cananéenne du Bronze ancien. L'abondance du bois a d'abord permis le développement de la céramique puis celui de la métallurgie du bronze qui nécessite une température de 1 084 °C pour fondre le cuivre.
Sur les flancs de la montagne, la sève et les fruits du térébinthe et du pistachier térébinthe sont utilisés en médecine et en parfumerie depuis l'Antiquité. Théophraste disait d'elle : « La meilleure résine est celle du térébinthe, consistante, d'un parfum on ne peut plus agréable et subtil ».
La zone est protégée au sein d'une réserve naturelle.

## Ascension
Une route asphaltée quitte la route 89 (en) entre les villages de Hurfesh (en) et Sasa, en direction du sud-est. Elle rejoint 6 kilomètres plus loin la base militaire qui y a été aménagée. Le sommet est de fait non accessible aux personnes non autorisées. Une clôture y interdit l'accès, à moins de trente mètres de dénivelé du sommet.
Pour les randonneurs, la forêt étant dense, il est peu aisé de rejoindre les hauteurs sans emprunter les sentiers officiels. Le sentier principal, d'une longueur d'environ 10 kilomètres, part du côté nord-ouest du village de Méron, avec une porte d'accès proche de la route. Un autre sentier a été aménagé sur le versant ouest de la montagne, à relative proximité de la route.